# Кларк, Элвин
Элвин Кларк (англ. Alvan Clark, 8 марта 1804, Эшфилд, Массачусетс, США — 19 августа 1887, там же) — американский конструктор-оптик и астроном, основатель фирмы «Alvan Clark & Sons» (англ.) по производству телескопов, не имевший специального образования. Кларк разработал наилучшую для того времени технологию производства и обработки оптического стекла. В частности, именно его фирма изготовила 102-см ахроматическую линзу для величайшего по сей день телескопа-рефрактора, установленного в Йеркской обсерватории. Его именем названы кратеры на Луне и Марсе.

## Биография и деятельность
Происходил из семейства китобоев британского происхождения. По образованию и первой профессии — художник-портретист. В 40-летнем возрасте, после прочтения работ У. Гершеля, заинтересовался астрономией и наладил деловые контакты с директором Гарвардской обсерватории Уильямом Бондом. Бонд позволил ему работать на 38-см рефракторе обсерватории, и даже вносить изменения в его конструкцию. После этого, Кларк закрыл живописную мастерскую и занялся практической оптикой.
Весьма интересна маркетинговая стратегия Кларка: не сумев убедить европейские и американские научные круги в превосходстве своих инструментов, Кларк в 1851 году начал наблюдения двойных звёзд, находящихся на пределе наблюдательной техники своего времени. Эти наблюдения были высоко оценены британским астрономом Уильямом Раттером Дозом, который стал приобретать инструменты Кларка для британских обсерваторий. С помощью телескопов Кларка впервые были получены фотографии спектров некоторых звёзд.
В 1859 году по приглашению Доуса Кларк совершил поездку в Великобританию, где познакомился с Джоном Гершелем и лордом Россом — ведущими астрономами и телескопостроителями своего времени. Данная поездка была чрезвычайно удачной и в коммерческом отношении: Кларк получил несколько заказов в Европе.
В 1860 году в Кембридже (Массачусетс) заработало производство фирмы «Alvan Clark & Sons» в становлении которой принимал активное участие Джордж Бассетт Кларк — сын Элвина Кларка.
В 1860 году Кларк получил первый заказ в США: строительство 47-см телескопа для обсерватории Университета Миссисипи. Законченный в 1862 году, он был самым большим в США. С его помощью, Кларк-младший открыл Сириус-В — невидимый до того спутник одной из ближайших от Земли звёзд.
В 1870 году Военно-морская обсерватория США в Вашингтоне заказала Кларку 66-см телескоп (фокусное расстояние 13 м), с помощью которого в 1877 году А. Холл открыл спутники Марса.
Фирма Кларка изготовила также телескопы для Пулковской обсерватории (76 см, уничтожен в 1941 году), Ликской обсерватории (91 см) и Йеркской обсерватории, крупнейший в мире рефрактор (102 см). Два последних телескопа были изготовлены уже Элвином Кларком-младшим. Фирма Кларка построила и 61 см телескоп для Лоуэлловской обсерватории (установлен в 1896 году).

## Судьба фирмы Alvan Clark & Sons
С юридической точки зрения, свою фирму Кларк открыл в 1846 г. Она специализировалась только на производстве линзовых телескопов-рефракторов, и сохраняло монополию на этот вид технологической продукции вплоть до начала XX в. Пять крупнейших линзовых телескопов, используемых в мире, были сооружены этой фирмой. Партнёрами Кларка были двое его сыновей: Джордж Бэссет Кларк (1827—1891) и Элвин Грэм Кларк (1832—1897), сам астроном, первооткрыватель спутника Сириуса.
В 1933 году активы фирмы были приобретены Sprague-Hathaway Manufacturing Company, но компания сохранила торговую марку «Alvan Clark & Sons». В 1936 году производство было переведено в Соммервилл (Массачусетс), где производство продолжилось в сотрудничестве с компанией PerkinElmer (англ.), по сей день одного из лидеров на рынке высокотехнологической продукции. Оборудование времён Кларка было списано в период Второй мировой войны, а в 1958 году Sprague-Hathaway Manufacturing Company была ликвидирована.

## Награды
- Премия имени Лаланда Парижской АН (1862)
- Премия Румфорда (1866)

## Память
В 1970 г. Международный астрономический союз присвоил имя Элвина Кларка кратеру на обратной стороне Луны.

## Труды по астрономии
- New Double Stars, with remarks, (1857), Clark, A.; Dawes, W. R., Monthly Notices of the Royal Astronomical Society, Vol. 17, p. 257.
- New Double Stars discovered, (1859), Monthly Notices of the Royal Astronomical Society, Vol. 20, p. 55.